# Микаел Юрт
Микаел Юрт (на шведски: Michael Hjorth) е шведски актьор, продуцент, режисьор, сценарист, писател, автор на бестселъри в жанра криминален трилър.

## Биография и творчество
Карл Ейнар Микаел Карлсон Юрт е роден на 13 май 1963 г. във Висбю, Готланд, Швеция. Завършва Бард Колидж, Ню Йорк.
Започва кариерата си като редактор на сценарии по шведската телевизия. Автор е на сценариите за филмите на режисьора Хенинг Манкел. Участва като актьор и продуцент в редица филми. Заедно с Ханс Русенфелт са автори на сериала „Мостът“. За успешния шведски сериал „Svensson, Svensson“ получава наградата „Голдън Гейт“. Заедно с Томас Тивемарк и Йохан Келблом основават авторския колектив и независима продуцентска компания „Tre vänner“ (Трима приятели).
Първият му роман „Човекът, който не беше убиец“ в съавторство с Ханс Русенфелт от криминалната поредица „Себастиан Бергман“ е публикуван през 2011 г. Провинциалният младеж Рогер Ериксон е открит мъртъв в горското тресавище. Убийството се разследва от инспектор Торкел Хьоглунд, който среща стария си познат криминалния психолог и профайлър Себастиан Бергман, експерт по серийни убийци. Бергман е напуснал полицията след трагичната загуба на семейството си и сега прави собствено разследване, а включването му в разследването му дава достъп до полицейските досиета. Романът разчупва клишетата в жанра и става международен бестселър. Юрт и Русенфелт са сценаристи на едноименния минисериал с участието на Ролф Ласгард в главната роля.

## Произведения

### Серия „Себастиан Бергман“ (Sebastian Bergman) – с Ханс Русенфелт
1. Det fördolda (2011)
Човекът, който не беше убиец, изд.: ИК „Ера“, София (2015), прев. Юлия Чернева
2. Lärjungen (2012)
Жените, които го познаваха, изд.: ИК „Ера“, София (2015), прев. Юлия Чернева
3. Fjällgraven (2014)
Мъртвите, които не липсват на никого, изд.: ИК „Ера“, София (2016), прев. Стела Джелепова
4. Den stumma flickan (2014)
Момичето, което запази мълчание, изд.: ИК „Ера“, София (2017), прев. Стела Джелепова
5. De underkända (2015)
Хората, които не го заслужаваха, изд.: ИК „Ера“, София (2018), прев. Стела Джелепова
6. Die Opfer, die man bringt (2018)
Жертвите, които правим, ИК „Ера“, София (2019), прев. Стела Джелепова

### Екранизации
- 1994 Den vite riddaren – ТВ минисериал, 4 епизода
- 1994 Bert – ТВ сериал, автор 4 епизода
- 1995 Bert – Den siste oskulden
- 1996 Madsen og Co. – ТВ сериал, автор 6 епизода
- 1996 Svensson Svensson – ТВ сериал, 1 епизод
- 1996 Mysteriet på Greveholm – ТВ сериал, редактор 24 епизода
- 1997 Chock 1 – Dödsängeln – късометражен
- 1997 Chock 5 – Helljus – късометражен
- 1997 Chock 7 – I nöd och lust – късометражен
- 1997 Svensson, Svensson – ТВ сериал, автор 1 епизода
- 1999 Jakten på en mördare – ТВ сериал, автор 3 епизода
- 2000 Det okända.
- 2002 Cleo – ТВ сериал, 6 епизода, автор и създател
- 2003 Mannen som log – ТВ минисериал, сценарий 2 епизода
- 2005 Steget efter – сценарий
- 2006 7 miljonärer
- 2006 Poliser – ТВ сериал, 8 епизода
- 2007 Pyramiden – ТВ филм, сценарий
- 2007 Ett gott parti – ТВ сериал, 3 епизода
- 2010 Sebastian Bergman – Den fördömde
- 2012 Fjällbackamorden: I betraktarens öga – ТВ филм, създател
- 2013 Fjällbackamorden: Vänner för livet – ТВ филм, създател
- 2013 Fjällbackamorden: Strandridaren – ТВ филм, създател
- 2013 Fjällbackamorden: Havet ger, havet tar – ТВ филм, създател
- 2013 Fjällbackamorden: Ljusets drottning – ТВ филм, създател
- 2013 Den fördömde – ТВ сериал, 4 епизода
- 2017 Alex – ТВ сериал, 6 епизода
- 2018 Advokaten – ТВ сериал, 10 епизода